# 朝日ヶ丘遺跡
朝日ヶ丘遺跡（あさひがおかいせき）は、兵庫県芦屋市朝日ケ丘町に位置する旧石器時代から縄文時代（約6000年前）の遺跡。遺跡の一部は発掘調査後に緑地として整備され、朝日ヶ丘縄文遺跡の碑がある。

## 概要
標高50メートルの山麓台地に立地する旧石器時代から縄文時代の遺跡である。1964年（昭和39年）2月に芦屋病院南方の道路工事に伴い発見され、1964年（昭和39年）と1973年（昭和48年）に発掘調査が行われた。
出土品は、石碑の建てられた緑地に隣接する朝日ヶ丘集会所内の「朝日ヶ丘遺跡出土品展示コーナー」にて展示されているほか、同集会所の前庭には芦屋市全域を300分の1に縮尺し、市内の遺跡を紹介した触覚模型も設置されている。

## 出土遺物

### 土器
- 縄文土器

### 石器
- ナイフ形石器
- 刀器
- 削器
- 掻器
- 彫器
- 尖頭器
- 台形石器
- 石核
- 有舌尖頭器
- 剥片

## 交通アクセス
- 阪急電鉄芦屋川駅より徒歩約25分
- JR芦屋駅より徒歩約25分
- 阪神電鉄阪神打出駅より徒歩約30分
- 阪急バス
  - 「芦屋病院南口」バス停より徒歩約3分
  - 「岩ヶ平」バス停より徒歩約5分